# Tombokoirey I
Tombokoirey I ou Tombo-Koaré est une localité et une commune rurale du Niger, du département de Dosso, région de Dosso.

## Géographie
La localité de Tombokoirey I est située à 43 km au nord-est du chef-lieu départemental Dosso.  
| Falouel | Falouel        | Tombokoirey II |
| Mokko   | Tombokoirey I  | Tombokoirey II |
|         | Goroubankassam | Tombokoirey II |

## Histoire
La commune rurale de Tombokoirey I instaurée en 2002, est issue des parties du canton de Dosso et du canton de Falwel. 

## Population
Lors du recensement général de 2012, la population communale est relevée à 29 024 habitants. La localité compte 3 792 habitants en 2012.

## Localités
La commune s'étend sur 22 villages, 38 hameaux et 26 camps au nord-est du département de Dosso.

## Services et infrastructures
- Centre de Santé Intégré (CSI) à Tombokoirey I, Wanga Kana[4].
- Collège d'enseignement général (CEG) à Tombokoirey I,
- Centre de formation des métiers (CFM) à Tombokoirey I.